# Lascia ch’io pianga

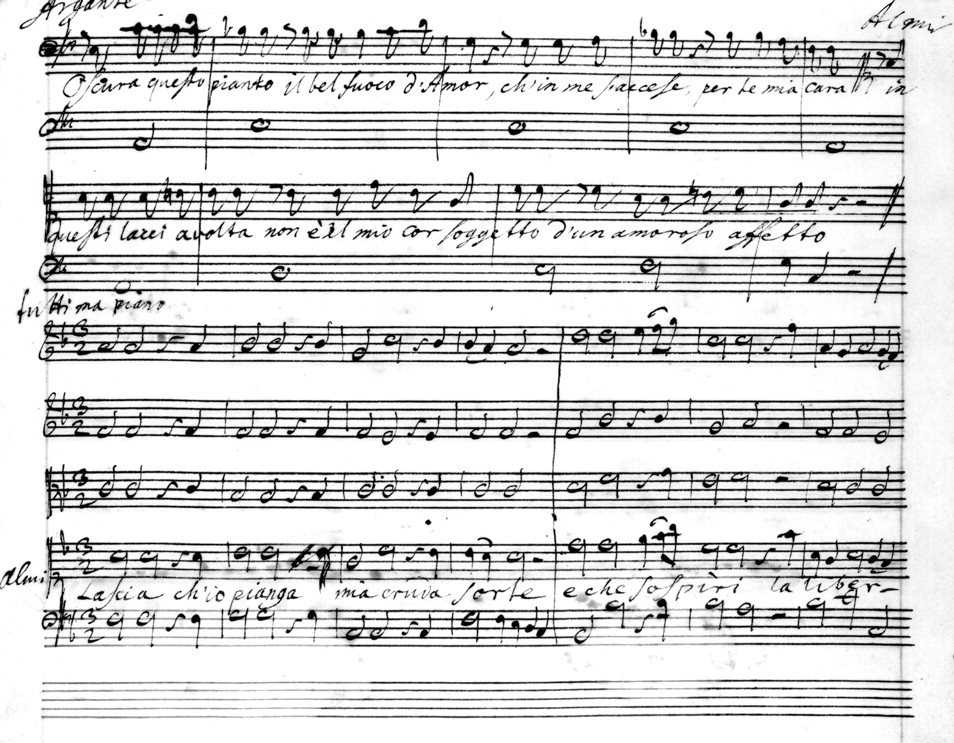
Händels Autograph aus Rinaldo: Rezitativ und Beginn der Arie

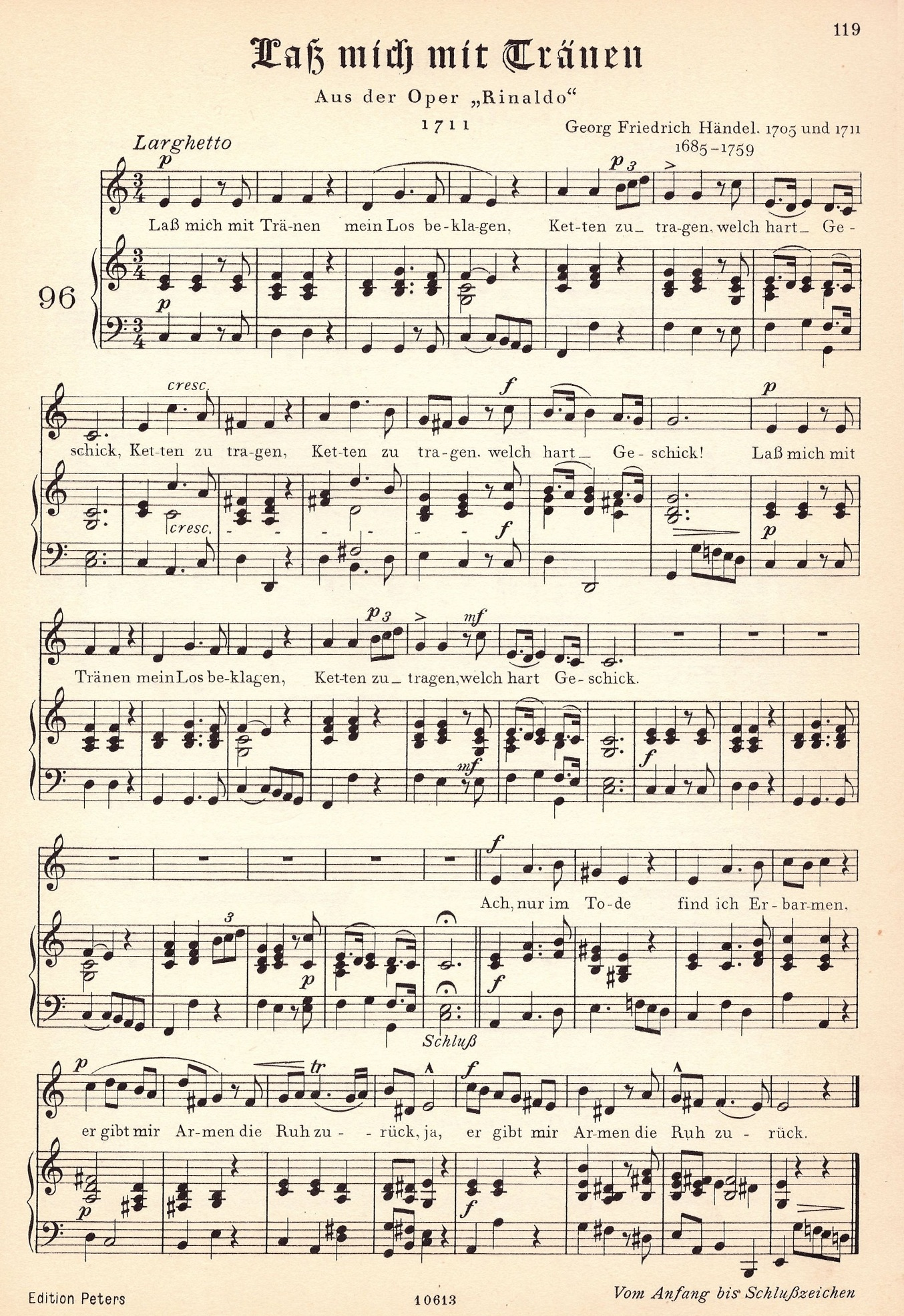
Klavierfassung mit deutschem Text

Lascia ch’io pianga ist eine der berühmtesten Arien von Georg Friedrich Händel. Die Musikⓘ komponierte er bereits 1705, berühmt wurde sie jedoch erst als Klagelied in seiner 1711 in London uraufgeführten Oper Rinaldo. Heute gehört sie zu den populärsten Melodien der klassischen Musik.

## Entstehung
Die Melodie erklang erstmals 1705 bei der Uraufführung von Händels erster Oper Almira, Königin von Castilien im Hamburger Theater am Gänsemarkt. Im dritten Akt, beim Vorbeizug der personifizierten Erdteile, begleitet sie, als Instrumentalstück, den Auftritt Asiens.
1707 komponierte Händel in Rom das Oratorium Il trionfo del Tempo e del Disinganno. Darin legte er die vorhandene Melodie der allegorischen Figur des Piacere („Vergnügen“) in den Mund: Lascia la spina, cogli la rosa – „Lass doch die Dornen, pflücke die Rose“. Diesen Text wiederum vertonte Händel mit einer anderen Melodie auch für das Pasticcio Giove in Argo.
Erst in der Oper Rinaldo wird die Musik zur Klage. Im Verlauf der Handlung, eines phantastischen Kreuzzugsdramas, gerät die christliche Jungfrau Almirena in Gefangenschaft und wird von dem sarazenischen König Argante umworben. An ihn richtet sich ihre Bitte, die verlorene Freiheit beweinen zu dürfen, um dadurch Erbarmen und Freilassung zu erwirken (4. Szene des 2. Aktes).

## Form
Die Melodie des Lascia ch’io pianga ist eine klassische Sarabande, ein gravitätischer Tanz in langsamem Dreiertakt mit dehnender Betonung der zweiten Zählzeit. Ausdrucksvoll sind die kurzen, durch Pausen zusätzlich gegliederten Phrasen, der Wechsel von terzbetonten Tonrepetitionen und großintervalligen Aufschwüngen und die Modulation des Mittelteils über die Mollparallele zur Mollparallele der Dominante. Der Rinaldo-Text von Giacomo Rossi mit dem anspruchsvollen Reimschema a–b–c–d a–b–c–d ist der Melodie so gut angepasst, dass sein Kontrafakturcharakter in keiner Weise auffällt.

## Text
| Italienischer Text | Übersetzung | Deutsche Singfassung |
| Lascia ch’io pianga mia cruda sorte, e che sospiri la libertà. Il duolo infranga queste ritorte de’ miei martiri sol per pietà. | Lass mich beweinen mein grausames Schicksal und beseufzen die [verlorene] Freiheit. Der Kummer zerbreche diese Qualen meiner Martern allein aus Erbarmen. | Lass mich mit Tränen mein Los beklagen, Ketten zu tragen, welch hart Geschick! Ach, nur im Tode find ich Erbarmen, er gibt mir Armen die Ruh zurück. |

## Bearbeitungen
Von den zahllosen Bearbeitungen und Adaptionen gehören die aus dem Film Farinelli und die von Barbra Streisand zu den bekanntesten.